# Mazinkaiser
Mazinkaiser (マジンカイザー?, Majinkaizaa) è una serie di OAV giapponesi pubblicata nel 2001, basata sul manga originale di Mazinga Z di Gō Nagai e sui suoi seguiti. L'opera è indipendente dalle vicende di UFO Robot Goldrake in quanto i personaggi si muovono in una cronologia parallela rispetto alla saga degli anni settanta.

## Trama
Il Giappone è di nuovo sotto attacco da parte dei mostri meccanici del malvagio dottor Hell guidati dal perfido barone Ashura. Il Grande Mazinga (pilotato da Tetsuya Tsurugi) e Mazinga Z (pilotato da Koji Kabuto), con l'aiuto di Boss Robot e Afrodite A (pilotati rispettivamente da Boss e Sayaka Yumi), combattono per la salvezza dell'umanità. Durante il combattimento, i nostri eroi subiscono gravi danni, soprattutto Mazinga Z che viene separato dal suo pilota Koji Kabuto e catturato. Koji e il suo Hover Pilder vengono scaraventati in aria da un mostro meccanico e di loro si perde ogni traccia. Il barone Ashura modifica Mazinga Z e, con esso, parte all'attacco dell'Istituto di ricerca per l'energia fotoatomica trovando a contrastarlo un Grande Mazinga ancora troppo danneggiato.
Tutto sembra perduto quando all'improvviso un gigantesco robot compare sulla scena distruggendo in un sol colpo tutti i mostri meccanici e costringendo alla ritirata Ashura che abbandona Mazinga Z. Il prof. Yumi, padre di Sayaka e responsabile dell'Istituto di ricerca, riconosce il robot: è Mazinkaiser, progettato anni prima da Juzo Kabuto, nonno di Koji e creatore di Mazinga Z. Con sorpresa di tutti, si scopre che a pilotarlo è Koji, il quale ne ha perso il controllo perché svenuto a causa dell'immenso sforzo richiesto per azionarlo. Mazinkaiser è stato costruito con la "Super Lega New Z Alpha", molto più resistente della "Super Lega Z" utilizzata per Mazinga Z, ed è stato trovato da Koji in un laboratorio segreto dove l'Hover Pilder, guidato da un programma automatico, ha condotto il ragazzo e dove un ologramma di suo nonno gli ha lasciato in eredità il nuovo robot.
Con la comparsa di Mazinkaiser, i piani del barone Ashura si fanno più sofisticati, ma nemmeno con l'invio di tre affascinanti androidi (chiamate Gamia Q) per uccidere Koji riesce nei suoi intenti.
Nel frattempo, all'Istituto di ricerca i professori Sewashi, Morimori e Nossori, assistenti del prof. Yumi, costruiscono un nuovo e più potente robot per Sayaka, Venus Alpha, dotandolo anche di nuove armi. In seguito, all'Istituto arrivano due nuove assistenti del prof. Yumi, Lolly e Laure, la cui avvenenza e malizia (in un episodio le ragazze seminude in spiaggia si fanno spalmare di olio solare e palpeggiare da Koji) mette nei guai il protagonista nei confronti di Sayaka (che dal canto suo, nell'episodio citato precedentemente, si mostra con un più casto costume; nello stesso episodio, Sayaka rimane a seno scoperto in un combattimento contro le maschere di ferro).
Il dottor Hell, durante degli scavi tra le rovine dell'isola di Bardos (sua base), rinviene dei mostri meccanici molto più potenti dei suoi precedenti, i "mostri guerrieri", con i quali sferra un nuovo attacco contro l'Istituto di ricerca, danneggiandolo seriamente. In aiuto dei nostri, torna Tetsuya (precedentemente ritiratosi dalle battaglie al termine del secondo episodio per riprendersi dalle ferite subite) a bordo del "vero" Grande Mazinga, costruito dal professor Juzo Kabuto e rinvenuto da Tetsuya e Jun Hono (amica d'infanzia di Tetsuya e collaboratrice all'Istituto di ricerca) nello stesso laboratorio segreto dove era nascosto Mazinkaiser e molto più potente rispetto alla sua versione comparsa all'inizio della serie (costruita all'Istituto di ricerca sulla base dei progetti del professor Juzo Kabuto). Il barone Ashura arriverà a farsi fondere ad un imponente mostro guerriero pur di sconfiggere Mazinkaiser, che affronterà proprio sull'isola di Bardos, ma neanche questo porta alla vittoria il dott. Hell; infatti, con una nuova arma, Mazinkaiser sconfigge definitivamente Ashura che morirà in un'enorme esplosione, la quale innescherà una reazione a catena che distruggerà l'isola del dott. Hell. Quest'ultimo, mentre sta per morire avvolto dalle fiamme, urla contro Koji che prima o poi sarebbe tornato dall'Inferno per vendicarsi.
Dopo questi avvenimenti, sembra che ormai la pace regni nel mondo, almeno finché non risorge all'improvviso l'antico popolo dei Mikenes che mette a ferro e fuoco l'intero pianeta. Koji, Sayaka e il prof. Morimori, che in quel momento erano a Parigi in vacanza, cercano di rientrare in Giappone con un aereo (Koji non riesce a farsi inviare Manzikaiser in quanto le comunicazioni sul pianeta sono state bloccate dai nuovi conquistatori), ma vengono attaccati dai mostri guerrieri nemici e solo grazie al sacrificio di Lolly e Laure a bordo del loro robot Million Alpha riescono a salvarsi, precipitando in seguito in Europa.
L'esercito dell'Unione europea dà loro una mano per raggiungere il Giappone, ma in questo frangente il prof. Morimori si sacrifica anch'egli per fermare un attacco improvviso da parte dei mostri guerrieri. Il Grande Mazinga viene danneggiato negli Stati Uniti, Venus Alpha (il modello pilotato da Jun Hono, differente rispetto a quello pilotato da Sayaka) viene abbattuto in Australia e i robot alleati Vayon Beta e Dyon Gamma vengono distrutti rispettivamente in Egitto e in Cina.
Arrivato finalmente in Giappone, Koji prende i comandi di Mazinkaiser che era stato nascosto in una nuova base segreta in orbita sulla Terra e qui potenziato. Il robot sconfigge con facilità i mostri guerrieri rimasti e affronta il capo assoluto delle forze di Mikene, il malvagio Generale Nero, riuscendo, dopo una dura battaglia, a trionfare. Questa volta la vittoria è certa e ai nostri eroi non rimane che piangere i loro amici morti per la salvezza del pianeta e vivere serenamente in pace.

## Il mecha
Mazinkaiser
- Altezza: 30 metri.
- Peso: 39 tonnellate.
- Composizione: Super Lega New Z Alpha.
- Alimentazione: energia fotoatomica.
- Armi:
  - Missile Ciclopico (Giganto Missile): missile che esce da un'apertura nell'addome.
  - Pugni Turbo-perforanti (Turbo Smasher Punch): pugni a razzo potenziati da turbine sugli avambracci.
  - Vampa Infernale (Fire Blaster): raggio termico sprigionato dalle piastre sul petto.
  - Tornado Corrosivo (Rust Tornado): tre tornado che escono dalla bocca del robot corrodendo qualunque cosa.
  - Raggio Glaciale (Glacial Beam): raggio emesso dalle corna del robot in grado di congelare l'avversario.
  - Raggio Fotonico (Koshiryoku Beam): raggi d'energia emessi dagli occhi simili a quelli di Mazinga Z, ma molto più potenti.
  - Kaiser Daga (Kaiser Blade): spada gigante che fuoriesce dal petto tra le due piastre rosse.
  - Kaiser Sword: spade più piccole che fuoriescono dalle spalle.

## Altri media
- Mazinkaiser appare per la prima volta nel videogioco per PS1 e Sega Saturn, Super Robot Taisen F Final, dove Mazinger Z viene trasformato in Mazinkaiser dopo essere stato esposto ai raggi Getter. In Super Robot Taisen Alpha, le origini di Mazinkaiser vengono riscritte facendolo diventare l'originale Mazinger creato da Juzo Kabuto, il nonno di Koji. Nei giochi di Super Robot Taisen, Mazinkaiser aveva anche un potente attacco chiamato Kaiser Nova.

## Lista episodi
| Nº                          | Titolo italiano Giapponese 「Kanji」 - Rōmaji                                                                 | In onda           | In onda |
| Nº                          | Titolo italiano Giapponese 「Kanji」 - Rōmaji                                                                 | Giapponese        |         |
| OAV (7 episodi)             | |                   |         |
| 1                           | La battaglia dei due Mazinga 「激闘！ダブルマジンガー」 - Gekitō! Daburu Majinga                              | 25 settembre 2001 |         |
| 2                           | Mazinkaiser in azione 「魔神降臨」 - Majin kōrin                                                              | 25 novembre 2001  |         |
| 3                           | Eliminate Koji Kabuto 「甲児暗殺指令！」 - Kōji ansatsushirei!                                                | 25 gennaio 2002   |         |
| 4                           | Salvate Sayaka 「さやか救出作戦」 - Sayaka kyūshutsusakusen                                                   | 25 marzo 2002     |         |
| 5                           | Attacco all'Istituto di ricerca 「危機一髪！光子力研究所」 - Kiki ippatsu! Kōshiryoku kenkyūsho               | 25 maggio 2002    |         |
| 6                           | Koji Kabuto: morte nel magma 「兜甲児、マグマに死す！」 - Kabuto Kōji, magma ni shisu!                        | 25 luglio 2002    |         |
| 7                           | Battaglia finale, fiamme sul Castello infernale 「決戦！！炎の地獄城！」 - Kessen!! Honoo no jigoku shiro!    | 25 settembre 2002 |         |
| Mediometraggio (1 episodio) | |                   |         |
| 8                           | Mazinkaiser contro il Generale Nero 「マジンカイザー 死闘！暗黒大将軍」 - Mazinkaiser shitō! Ankoku Daishōgun | 25 luglio 2003    |         |

## Manga
La prima apparizione cartacea in assoluto del mecha in questione é sul numero dell'8 settembre 1998 della rivista Super Robot Wars F, edita da Futabasha (sulle cui pagine vide la nascita anche Shin Getter Robot del maestro Ken Ishikawa), in un capitolo autoconclusivo scritto da Dan Tatsuhiko - romanziere della Dynamic Production, la società fondata da Nagai - e illustrato da Koichi Maruyama, con layout e design rispettivamente di Seiji Tanaka e Takanobu Sakamoto. 
Il capitolo in questione, come la serie, é ambientato in una timeline alternativa indipendente dagli eventi di Grendizer e vediamo Koji avere a che fare con un rinato Dr. Hell, collegato al "Devil Mazinger" (robot originariamente prodotto dal nonno di Koji, Juzo Kabuto, esattamente come Mazinga Z, ma poi sigillato per la sua pericolosità), che sarà sconfitto unicamente grazie al Mazinkaiser, anch'esso costruito in precedenza da Juzo. 
Il 30 marzo 2007 la d/visual ha pubblicato un breve manga di Mazinkaiser, intitolato "Mazinkaiser: Legend of a New Majin", realizzato nel settembre del 2001 per testi e disegni da Gō Nagai stesso. La storia narra di come Koji si sia impossessato di Mazinkaiser, ma lo svolgimento è totalmente differente da quello visto nell'anime, fornendo anche alcuni interessanti colpi di scena. Allegato al manga era presente un modellino Revoltech della ditta giapponese Kaiyodo.
Esiste tuttavia un altro manga, più lungo dei precedenti e inedito in Italia, di Mazinkaiser, disegnato da Naoto Tsushima e pubblicato sulla rivista Super Robot Magazine dall'aprile del 2002 al febbraio del 2003, maggiormente in linea con la storia narrata nei sette OAV.

Inoltre, Mazinkaiser appare nella storia crossover Mazinkaiser Vs. Shin Getter Robo, pubblicata nella Super Robot Encyclopedia della Funari nel 1998, scritta da Masanao Akahoshi - sceneggiatore di numerose serie di Ultraman nonché dell'adattamento animato di Devillady, altro manga di Go Nagai  - e disegnata da Moo Nenpei, che unisce le due serie e corrispettivi personaggi di Mazinga Z  e di Getter Robot. 

## Doppiaggio
| Personaggio     | Doppiatore originale                                   | Doppiatore italiano                                |
| --------------- | ------------------------------------------------------ | -------------------------------------------------- |
| Koji Kabuto     | Hiroya Ishimaru                                        | Fabrizio Vidale                                    |
| Sayaka Yumi     | Ai Uchikawa                                            | Domitilla D'Amico                                  |
| Boss            | Fumihiko Tachiki                                       | Gil Baroni                                         |
| Tetsuya Tsurugi | Hiroshi Yanaka                                         | Giuliano Bonetto                                   |
| Jun Hono        | Mitsuki Saiga                                          | Alessandra Korompay                                |
| Prof. Nossori   | Hideyuki Umezu                                         | Dante Biagioni                                     |
| Prof. Morimori  | Hidenari Ugaki                                         | Sergio Matteucci                                   |
| Prof. Sewashi   | Koichi Nagano                                          | Silvio Anselmo                                     |
| Prof. Yumi      | Jōji Yanami                                            | Gianni Giuliano                                    |
| Ashura          | Hidekatsu Shibata (p.masch.) Haruko Kitahama (p.femm.) | Luca Biagini (p.masch.) Maria Pia Di Meo (p.femm.) |
| Juzo Kabuto     | Gorō Naya                                              | Sergio Tedesco                                     |
| Shiro Kabuto    | Sayaka Aida                                            | Alessio Nissolino                                  |
| Dr. Hell        | Kosei Tomita                                           | Carlo Marini                                       |
| Lolly           |                                                        | Emanuela Baroni                                    |
| Laure           |                                                        | Laura Lenghi                                       |